# 윤리적 공인 해커
윤리적 공인 해커(Certified Ethical Hacker, CEH)는 EC-협의회가 부여한 자격으로, 악의적인 해커와 동일한 지식과 도구를 사용하여 대상 시스템의 취약점을 찾아 컴퓨터 시스템의 보안을 평가하는 지식을 입증함으로써 획득한다. 대상 시스템의 보안 상태를 평가하는 합법적인 방법이다. 이 지식은 다양한 윤리적 해킹 기술 및 도구에 관한 객관식 질문에 답하여 평가된다. CEH 시험 코드는 312-50이다. 이 인증은 이제 2018년 3월에 출시된 CEH(Practical)의 진행을 통해 기준이 되었다. CEH(Practical)는 응시자가 기술을 적용하고 침투 테스트 도구를 사용하여 가상 환경 내의 다양한 시뮬레이션 시스템과 타협하는 능력을 입증해야 하는 실험실 환경에서 침투 테스트 기술 테스트이다.
윤리적 해커는 보안 취약점을 찾아 해결하기 위해 네트워크와 컴퓨터 시스템에 침투하기 위해 조직에서 고용된다. EC-협의회는 CNDA(Certified Network Defense Architect)라는 또 다른 인증을 제공한다. 이 인증은 미국 정부 기관을 위해 설계되었으며 주로 국방부 지침 8570.01-M을 준수하여 일부 민간 정부 계약자를 포함한 선택된 기관의 구성원에게만 제공된다. 또한 ANSI 인증을 받았으며 GCHQ 인증 교육(GCT)으로 인정된다.